# Église Saint-Jean-Baptiste d'Azérat
L'église Saint-Jean-Baptiste est une église catholique située sur la commune d'Azérat, dans le département de la Haute-Loire, en France.

## Historique
L'église, romane, est du douzième siècle. Le clocher carré a été édifié au quinzième.
Des peintures représentent notamment, dans le chœur, la décollation de Saint-Jean Baptiste.
L'édifice est classé au titre des monuments historiques par arrêté du 3 février 1930.

## Description
L'église est bâtie en grès rouge.

## Mobilier
La base Palissy inventorie 17 objets.